# Euripus hallirothius
Euripus hallirothius är en fjärilsart som beskrevs av John Obadiah Westwood 1850. Euripus hallirothius ingår i släktet Euripus och familjen praktfjärilar. Inga underarter finns listade i Catalogue of Life.